# 日本学術会議会員の任命問題
日本学術会議会員の任命問題（にほんがくじゅつかいぎかいいんのにんめいもんだい）とは、2020年（令和2年）9月、内閣総理大臣の菅義偉が、日本学術会議が推薦した会員候補のうち一部を任命しなかった問題である。現行の任命制度になった2004年（平成16年）以降、日本学術会議が推薦した候補を政府が任命しなかったのは初めてのことである。

## 沿革
2016年（平成28年）
会員3人が定年を迎えて補充する際、政府は会議側が事前にまとめた推薦案に同意せず、会議側が正式な推薦を見送って欠員が生じた。
2017年（平成29年）
政府の要請で、会議側が交代数105人を超える数の名簿を事前提示。調整の末、会議の推薦通り105人を任命。
2018年（平成30年）
政府は2016年（平成28年）と同様に会議側の推薦案に難色を示して補充が見送られた。
2020年（令和2年）
- 8月31日 - 日本学術会議の事務局が候補者105人の一覧表を安倍晋三 首相（当時）に提出した。
- 9月16日 - 安倍晋三首相が健康上の理由で退任。菅義偉自由民主党総裁が第99代内閣総理大臣に任命され菅義偉内閣 が発足。
- 9月28日 - 内閣府から日本学術会議の事務局に、任命対象者の名簿が送付される。内閣府は6人を除外し99人を記載していた。
- 10月1日 - 新会員として推薦された候補者105人のうち、6人を菅首相が任命しなかったことが報道により明らかになった。99人が会員に任命され、梶田隆章が会長に選出された。
- 10月2日 - 官房長官の加藤勝信は記者会見で人事を見直す考えを示した。また、この問題について国会内で野党合同ヒアリングが開かれた。任命されなかった会員候補の有識者3人も出席し、「内閣にイエスという提言や法解釈しか聞かなくなるのは禍根を残す」「学問の自由に対する暴挙だ」などと主張した。
- 10月3日 - 日本学術会議は幹事会を開催し、菅首相に対して理由を説明し6人を任命するように求める要望書を決定し、内閣府に送付した。
- 10月4日 - 立憲民主党の枝野幸男代表は除外した行為を「明確な違法行為だと断言する」と強く非難した。そのうえで、「これだけ大きなことをやっておいて、説明責任を果たさないで逃げることはないと期待したい」と述べ、菅義偉首相が国会の閉会中審査で経緯を説明すべきだとの考えを示した。
- 10月5日 - 菅首相は内閣記者会のインタビューで、任命を拒否した理由について釈明した。
- 10月7日 - 衆議院 の閉会中審査が行われ、任命しなかった理由について内閣府は「総合的・俯瞰的」と説明。
- 10月9日 - 菅首相はマスコミ3社とのインタビューで、6人を除外する前の推薦者名簿は「見ていない」と述べた。
- 10月16日 - 菅首相が日本学術会議の梶田隆章会長と会談した。梶田会長は、6人の速やかな任命と、任命しなかった理由の説明を求める要望書を首相に渡した。
- 11月2日 - 衆議院予算委員会で菅首相は、会員の選出方法について「閉鎖的で既得権益のようになっている」と発言した。
- 12月11日 - 立憲民主党は杉田和博官房副長官が6人の除外を指示したとみられる政府の内部文書を公表した。文書には「外すべき者（副長官から）」と手書きで記されており、その下は黒塗りとなっていた。

2021年（令和3年）
- 10月7日 - 松野博一官房長官は「任命権者である菅首相が最終判断をした」、「一連の手続きは終了した」という見解を示した
- 10月11日 - 岸田文雄首相も国会質問で「任命権者である当時の首相が最終判断した」、「一連の手続きは終了したものだ」と答弁した。

2025年（令和7年）
- 5月16日 - 任命拒否に関する文書の不開示処分取り消しを内閣法制局に求める訴訟に対し、東京地方裁判所は開示を認める判決を下す（原告は参議院議員の小西洋之）。
- 5月26日 - 不開示処分取り消しを認めた地裁判決に対し、国は東京高等裁判所に控訴した。

## 任命を拒否された会員候補者
2020年（令和2年）9月に日本学術会議が推薦した新会員候補者のうち任命されなかったのは以下の6人である。6人は安全保障関連法や特定秘密保護法、普天間基地移設問題などで政府の方針に異論を唱えてきたという共通点があるが、菅義偉首相はそれらとの関連性も含めて任命拒否の理由の説明はしていない。
- 芦名定道 （キリスト教学者・京都大学大学院文学研究科教授）
- 宇野重規 （政治学者（政治哲学専攻）・東京大学社会科学研究所教授）
- 岡田正則 （法学者・早稲田大学大学院法務研究科教授）
- 小澤隆一 （憲法学者・東京慈恵会医科大学教授）
- 加藤陽子 （歴史学者・東京大学教授）
- 松宮孝明 （法学者・立命館大学法務研究科教授）

## 論点

### 法解釈と任命しなかった理由
日本学術会議法の第7条には、「会員は、第十七条の規定による推薦に基づいて、内閣総理大臣が任命する」と記載されている。1983年（昭和58年）に会員選定が選挙から学会からの推薦制に変更された際、政府は国会答弁で「総理大臣の任命で会員の任命を左右するという事は考えておりません」「任命制を置いておりますが、これが実質的なものだというふうに私どもは理解しておりません」「その推薦制もちゃんと歯どめをつけて、ただ形だけの推薦制であって、学会の方から推薦をしていただいた者は拒否はしない、そのとおりの形だけの任命をしていく」「政府が干渉したり中傷したり、そういうものではない」と政府答弁を行っている。
また、当時の中曽根康弘首相も国会で「学会やらあるいは学術集団からの推薦に基づいて行われるので、政府が行うのは形式的任命にすぎません。したがって、実態は各学会なり学術集団が推薦権を握っているようなもので、政府の行為は形式的行為であるとお考えくだされば」と形式的任命であると答弁している。さらに2004年（平成16年）に会員推薦方法が学会推薦から学術会議が選考推薦するコ・オプテーション方式に変更する法改正がされたが、この法改正に際し、所管の総務省が内閣法制局に提出した法案審査資料の中で「日本学術会議から推薦された会員の候補者につき、内閣総理大臣が任命を拒否することは想定されていない」と明記されている。
一方、内閣府の2018年（平成30年）の文書では、「首相に推薦のとおりに任命すべき義務があるとまでは言えない」という見解を示していた。当時の会長であった山極寿一は、この文書について「全く知りません。文書があることも聞かされていない」と発言した。なお、日本学術会議法の解釈を上記1983年（昭和58年）政府法解釈から変更したのかという問題については、内閣法制局、加藤官房長官とも「解釈変更ではない」との見解を示している。
2020年10月5日、菅義偉首相は記者会見を行い、(1)学術会議は政府機関であり会員は公務員、(2)（当時の中曽根康弘首相が拒否権はないと答弁した）1983年当時は学会推薦であったが、現在は個々の会員が推薦する形に変わっており会員が自分の後任を指名する事が可能、(3)学術会議は従来よりそのあり方について議論されており、総合的、俯瞰的な活動が求められているといった点から任命について法に基づき判断する必要がある、と釈明した。
また、政府は「1983年の法改正以来一貫した考え方として成り立っている」ものの、推薦されたものを任命拒否することはあり得るという日本学術会議法について明瞭に書かれた法解釈文書はない一方、時の首相が学術会議の推薦に従う義務はないとの見解を記した2018年の文書を内閣府は公表した。加藤勝信 官房長官も「解釈が変わらないので直ちに公表する必要はなかったと当時判断した」と説明。内閣府副大臣の三ツ林裕巳も学術会議の推薦に首相が従わないことは可能とした上で、「会員が任命制になったときからこの考え方が前提だ。解釈変更を行ったものではない」と述べている。
任命をしないと判断した理由について、この問題が取り上げられた2020年（令和2年）10月初めの時点では、首相は「総合的・俯瞰的な活動を確保する観点」から判断したと説明した。その後、同月26日にNHKの番組に出演した頃から、多様性の重要さを強調するようになった。菅首相は10月28 - 30日の国会答弁で「民間出身者や若手が少なく、出身や大学に偏りが見られることを踏まえ、多様性が大事ということを念頭に私が判断した」と述べた。

### 推測される「任命しない理由」
任命しなかった理由に関しては、菅首相は「総合的・俯瞰的な判断」を繰り返し、個々人の具体的にどこが問題だったのかについては「個々人の問題にお答えすることは差し控える」としている。そのため、6人が例外なく安保法制や特定秘密保護法、「共謀罪」法案などの安倍政権下の政策に異議を唱えた人物であることから、政権批判を問題視したのではないか、と指摘する声も野党などから上がる。学術会議の第2部（生命科学）、第3部（理学・工学）のいわゆる理系の分野には一人もおらず、多少なりとも思想に関わらざるを得ない人文科学・社会科学者に偏っていることもこれを補強している。「多様性を重視した」という発言に関しては、6人の中にも女性が1人、東京慈恵会医科大学や立命館大学など、現会員で一人しか所属していないような私立大学の学者も含まれることから矛盾を指摘する声も挙がる。学術会議側はデータを挙げて「多様性に欠けている」という批判に反論した。

学術会議は戦前に科学者が戦争遂行の国策に利用されたことへの反省から1949年（昭和24年）に生まれ、いかなる軍事研究にも一貫して反対の姿勢を取り続けてきた。1950年（昭和25年）と1967年（昭和42年）には軍事研究に関して「戦争を目的とする科学の研究は絶対にこれを行わない」という旨の声明を発表した。安倍政権下の2017年（平成29年）には、自民党国防部会の強い意向で2016（平成28）年度の3億円から30倍超の110億円へと予算が増大した防衛装備庁の「安全保障技術研究推進制度」で、軍事技術への研究協力を学術界に促した。学術会議はそれに対して、「軍事研究を行わない」という過去2回の声明を継承するという声明を改めて出していた。その一方で、日本学術会議に関係する研究者が中国軍の「国防7校」に所属していたことが2021年（令和3年）1月に報じられている。
こうした学術会議の安全保障問題に対する姿勢には、かねて自民党内で強い不満があり、今回の背景になったという。たとえば、自民党の柴山昌彦幹事長代理は10月25日のNHKの番組内で、「（学術会議が）軍事研究を行わないという提言を盾に、デュアルユースの研究が進まないとの問題も指摘されている」と発言している。最近は、政府主導で軍事技術の推進につなげるため、政府の「総合科学技術・イノベーション会議」に権限を集中させるべきだとの意見も出ている。甘利明税調会長は2020年（令和2年）6月の民放番組で「世界はデュアルユース（軍民両用）で、最先端の技術はいつでも軍事転用できる」と発言していた。同年11月17日には、井上信治科学技術担当相が学術会議に「デュアルユース（軍民両用）」研究を検討するよう伝えたことが明らかになった。任命拒否された6人のうちの一人、芦名定道は「政府は大学で軍事研究を推進したい。それに（学術会議は）明確に反対声明を出した。戦前における学術と戦争の関係への反省に基づいて、今の学術会議ができている」と指摘した。

## 見解

### 批判的見解
日本共産党委員長の志位和夫は、推薦された6人が任命されなかったことに関して「学問の自由を脅かす極めて重大な事態」とし、「大問題として追及していく 」と抗議し撤回を求める姿勢を示している。
米国の科学誌『ネイチャー』は、2020年（令和2年）10月6日付けの社説において、研究者と政治家の間にはそれぞれが約束を守るというある程度の信頼が必要であるのに、その信頼の欠如が昨今世界各国で見られ、気候変動の分野では多くの政治家が明確な証拠を無視したり、科学への政治的干渉の傾向がみられたりすることに懸念を示しつつ、昨年、アマゾン熱帯雨林の森林破壊が加速したという研究報告をブラジルのジャイール・ボルソナーロ大統領が受け入れることを拒否した事例などと共に、日本の菅義偉首相が政府の科学政策（government science policy）に批判的だった6人の学者の日本学術会議への指名を拒否したとして紹介している。その上で『ネイチャー』は最後に、国家が学術的独立を尊重するという原則は現代の研究を支える基盤の1つで、その侵食は研究と政策立案における質と完全性の基準に重大なリスクをもたらすとしている。
橋下徹は、「総理の拒否権は当然あり」とコメントした上で、「ただし上司部下の関係での人事ではないので、拒否の理由を説明しなければならない。学問的理由ではなく審議会メンバーのバランスを考慮したのであれば理由はたつが、菅政権の説明が必要」と補足し、政権側には「拒否の理由」を説明する責任があると述べた。
学術界からも反応があった。日本物理学会や日本数学会など、自然科学系の93の学会は10月9日、「任命されなかったことに憂慮している。対話による早期の解決が図られることを希望する」という緊急声明を発表した。人文・社会科学分野の310の学会が11月6日（12月2日更新）、「1.日本学術会議が推薦した会員候補者が任命されない理由を説明すること。 2.日本学術会議が推薦した会員候補者のうち、任命されていない方を任命すること。」を強く求める「日本学術会議第25期推薦会員任命拒否に関する 人文・社会科学系学協会共同声明」を発表した。
パリに事務局を置く国際学術会議の会長から11月、日本学術会議の梶田隆章会長あてに、「菅義偉首相による任命拒否が学問の自由に与える影響を深刻にとらえている。科学者の表現の自由が保障され、会員推薦の際に学術上の選択の自由が守られるよう強く支援する」とする手紙が届いた。

### 肯定的見解
一方で、この人事決定を問題ないとする声もあり、6人の任命拒否と学問の自由は関係ないとする意見や、この件をきっかけに今後の学術会議の在り方を議論すべきという意見もある。
国際政治学者の篠田英朗は、「日本学術会議は研究機関ではなく、『学問の自由』とは全く関係がない、むしろ憲法規定を、特定集団の特権を正当化するために濫用することのほうが危険だ」と主張する。また、北海道大学名誉教授の奈良林直は、同大の船の摩擦抵抗を減らす研究が防衛省の安全保障技術研究推進制度に採択されながら、日本学術会議が出した「軍事的安全保障研究に関する声明」による影響を受けて同大が辞退したとした上で 「学術会議は廃止し会員アカデミーに」と主張している。

## デマの拡散
この出来事に関する誤情報が、政治家やメディア、ネットを発信源に出回った。
10月1日にしんぶん赤旗で任命拒否がスクープされると、各社が後追いし、昼過ぎには多くのメディアが報じていた。その翌日には、過去の政府答弁との矛盾点などを指摘する声が広がった一方、学術会議への批判も始まった。その中で誤情報が拡散した。いくつかの実例と反する事実を下記に提示する。
- 6日のフジテレビの情報番組「バイキングMORE」で、平井文夫が「学術会議で6年働けば、日本学士院で死ぬまで年金250万円」と発言した。さらに、それを引用する形で自民党の長島昭久衆院議員や細野豪志議員がSNSで発信した。しかし、学術会議と学士院は別組織であり、学士院への昇格制度はない。後に、彼らは発言を撤回した[61]。
- 元大阪市長・橋下徹が、「両国（アメリカ、イギリス）の学者団体には税金は投入されていないようだ。」と自身のSNSで発信。実際には、アメリカの科学者団体「全米科学アカデミー」では、予算の多くに連邦政府との契約という形で公的資金が投じられている。イギリスの英国王立協会も多数派が公的資金である。このことに対して東京新聞が根拠などを問い合わせたが、橋下の事務所は「現在は一私人としての立場なので、無償でのインタビューには応じていない」と回答した[62]。
- 9日に自民党の甘利明税制調査会長が、「中国の軍事研究につながる『千人計画』に学術会議が積極的に協力している」という趣旨の自身のブログを綴った。学術会議の担当者は、「そのような声明を学術会議が出した事実はない」と反論。さらに、加藤官房長官にも記者会見で否定されると、「間接的に協力しているように映ります」と内容を書き換えた。内容変更を周知しなかったこともあり、変更後も拡散された[63][64]。
- 7日、自民党の下村博文政務調査会長は、「2007年以降答申が出ておらず、活動が見えていない。ちょっと色々な課題があるのではないかと我々は思っております」と語った。河野太郎行政改革・規制改革担当相も政府への勧告が2010年以来、10年間行われていないこと等を理由に「予算あるいは機構定員については聖域なく、例外なく見ていく」とした。これらの問題は答申は諮問がなかったためであり、10件の「審議依頼」をまとめたり、321の提言を行ったりはしている[65]。
- 北海道大名誉教授の奈良林直は、所属する国基研のサイトに「学術会議こそ学問の自由を守れ」と題した記事を掲載。その中で、防衛省の安全保障技術研究推進制度に採択されていた北海道大のある研究について、日本学術会議の幹部が「北大総長室に押しかけ研究を辞退させた」と書いたが、嘘であった。後に訂正するも、内閣府から公益認定された国基研のサイトやSNSに掲載されたこと、産経新聞が取り上げたことなどにより広く拡散した[66]。
- 10月8日、東京新聞が、学術会議元会長の大西隆・東京大名誉教授による「レジ袋有料化も学術会議の提唱がきっかけ」というタイトルの寄稿を掲載。「微細なプラスチック片が分解されずに海に滞留し、摂取した魚、さらに人に害を及ぼすから、プラスチックの利用を大幅に削減しようというキャンペーンが、レジバッグ有料化やマイバッグ携帯につながった。このきっかけの１つは学術会議が海外の学術会議と手を携えて行った提唱であった。」という文が引用され、拡散されたが、実際には2015年に海洋プラスチックごみが海洋生物に与える問題に言及しただけであり、レジ袋の有料化とは関係がない[67][68]。

## 関連文献
- 池内了、隠岐さや香、木本忠昭、小沼通二、広渡清吾『日本学術会議の使命』岩波書店〈岩波ブックレット〉、2021年、ISBN 978-4002710518。
- 大西隆『日本学術会議 ― 歴史と実績を踏まえ、在り方を問う』日本評論社、2022年、ISBN 9784535587786。
- 小森田秋夫『日本学術会議会員の任命拒否 ― 何が問題か』花伝社、2021年、ISBN 9784763409584。
- 小森田秋夫『〈日本学術会議問題〉とは何か ― 任命拒否と法人化論にみる「学問と政治」のゆくえ』花伝社、2024年、ISBN 9784763421272。
- 佐藤学・上野千鶴子・内田樹 編『学問の自由が危ない ─ 日本学術会議問題の深層』晶文社、2021年1月、ISBN 978-4794972507（執筆は長谷部恭男・杉田敦・高山佳奈子・木村草太・後藤弘子・池内了・三島憲一・永田和宏・津田大介）。
- 白川司『日本学術会議の研究』ワック、2020年12月、ISBN 978-4898318317。